# 嵌入式操作系统
嵌入式操作系统是嵌入式系统的操作系统。它们通常被设计非常紧凑有效，抛弃了运行在它们之上的特定的应用程序所不需要的各种功能。嵌入式操作系统多数也是即時作業系統。
嵌入式操作系统包括：
- 嵌入式Linux
- Windows CE
- Windows XP Embedded
- Windows Vista Embedded
- Windows Embedded Compact 7
- Windows IoT
- VxWorks
- uCOSII
- QNX
- FreeRTOS
- ENEA OSE

还有訂製版的BSD和FreeDOS等。